# Angelica Aquino
Angelica Aquino (ur. 10 sierpnia 1990 w Peru) – peruwiańska siatkarka grająca na pozycji przyjmującej.
Obecnie występuje w drużynie Divino Maestro.